# 4T1細胞

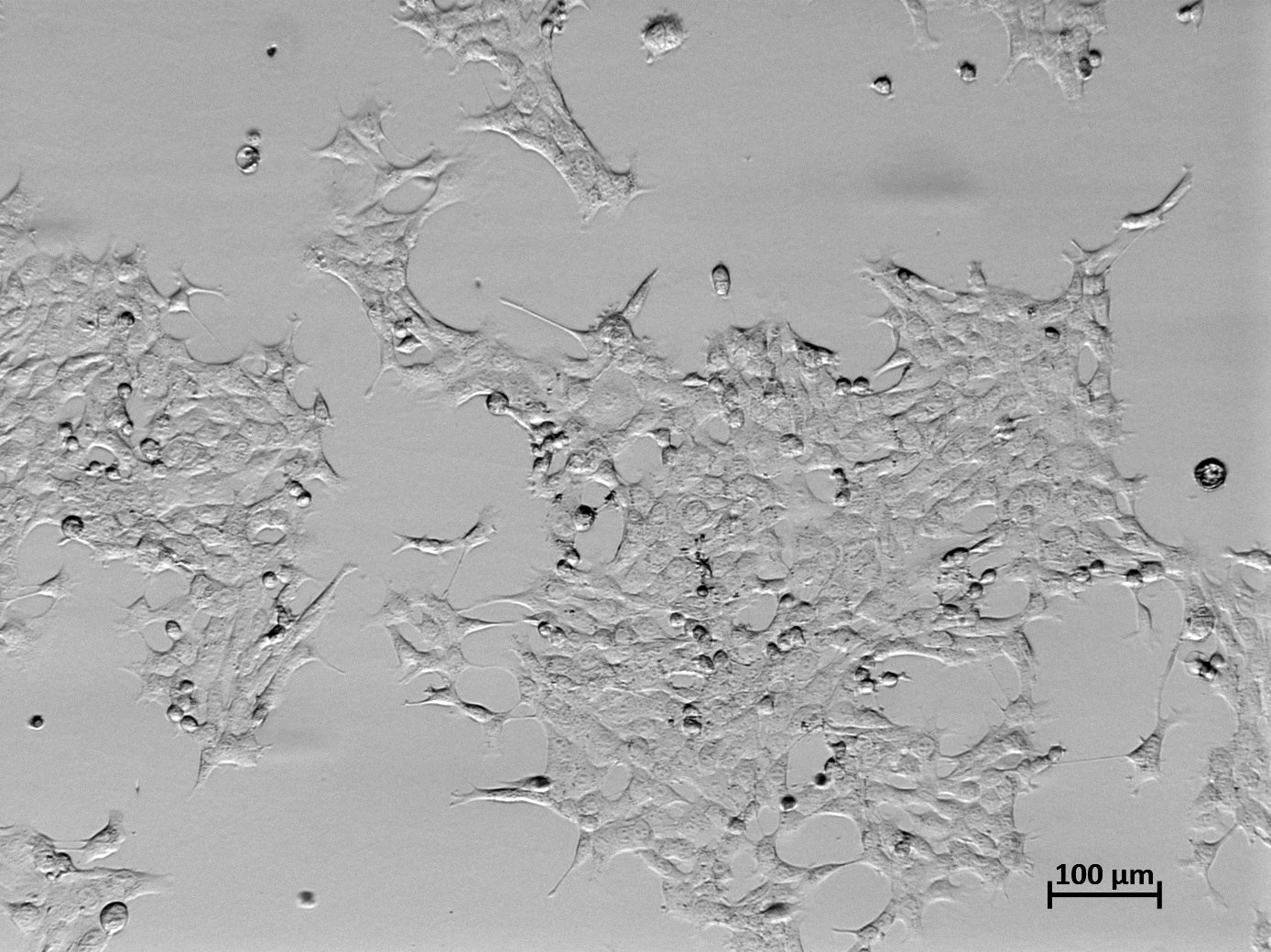

4T1是一种乳癌细胞系，来源于BALB/c小鼠的癌變乳腺組織，4T1細胞帶有上皮細胞的性質，並且能耐受腫瘤藥物6-硫鳥嘌呤。4T1細胞是一種雌激素受體（ER）、孕酮受體（PR）和人表皮生長因子受體-2（Her⁃2）均為陰性的乳腺癌細胞。在科研中，4T1細胞常用作乳腺癌遠端轉移的研究模型及臨床藥物篩選使用最多的乳腺癌模型，這些細胞對小鼠肺組織有着很高的侵襲性。

## 外部鏈接
- Cellosaurus entry for 4T1（页面存档备份，存于）